# Colocleora spuria
Colocleora spuria är en fjärilsart som beskrevs av Louis Beethoven Prout 1915. Colocleora spuria ingår i släktet Colocleora och familjen mätare. Inga underarter finns listade i Catalogue of Life.